# Yūzō Yamamoto
Yūzō Yamamoto (jap. 山本 有三 Yamamoto Yūzō; ur. 27 lipca 1887 w prefekturze Tochigi, zm. 11 stycznia 1974 w Yugawara w prefekturze Kanagawa) – japoński prozaik i dramaturg.

## Życiorys
Studiował literaturę niemiecką na Tokijskim Uniwersytecie Cesarskim, gdzie zaprzyjaźnił się z Ryūnosuke Akutagawą i Kanem Kikuchi. Po studiach związał się z grupą teatralną shinpa ('nowa szkoła'), kierowaną przez dramaturga i poetę haiku, Masao Kume (1891–1952). Wykładał na Uniwersytecie Waseda. Od 1933 roku poświęcił się wyłącznie pisaniu.
Po wojnie zajmował się reformą nauczania języka japońskiego. Został członkiem Japońskiej Akademii Sztuki. W 1965 roku otrzymał Order Kultury.

## Twórczość
Napisał wiele sztuk teatralnych, m.in.: Tsumura kyōju (Profesor Tsumura, 1919), Eiji-goroshi (Dzieciobójczyni, 1920). Publikował w odcinkach powieści o problematyce społecznej w Asahi Shimbun m.in.: Robō no ishi (Kamień przydrożny, 1937, 1941, ), Onna no isshō (Życie kobiety, 1933), Shinjitsu ichiro (Droga prawdy, 1936).
W 1940 roku przedstawił swoje oświadczenie Pen o oru (Łamię pióro) i zamilkł do 1949 roku. Opublikował wówczas Buji no hito (człowiek, który ocalał).
Yamamoto wywarł wpływ na rozwój współczesnego, realistycznego teatru japońskiego. Przyczynił się do rozpoczęcia wydawania seryjnej edycji utworów dla dzieci i młodzieży. 

## Galeria

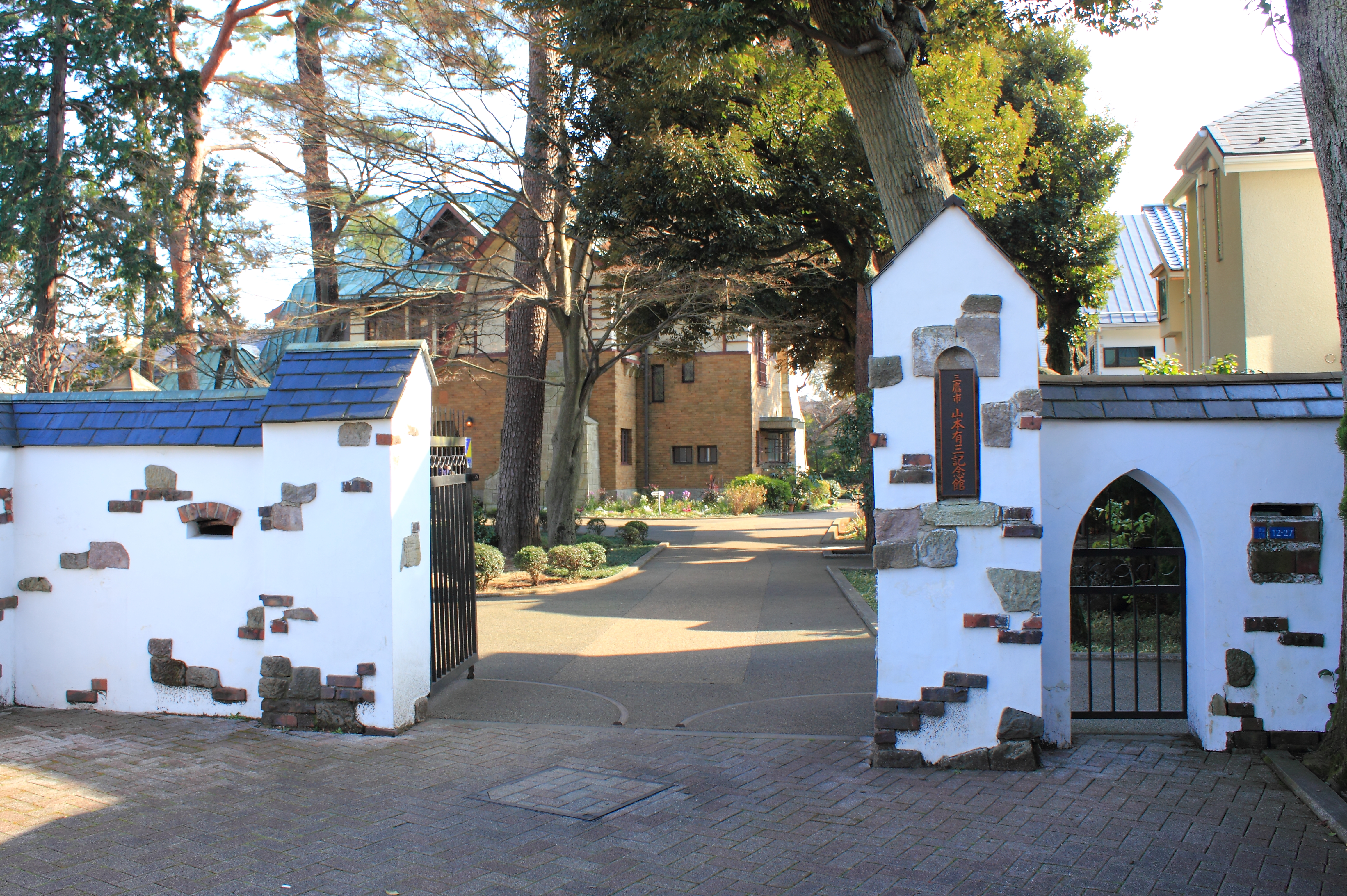
Wejście do muzeum pisarza w Mitaka
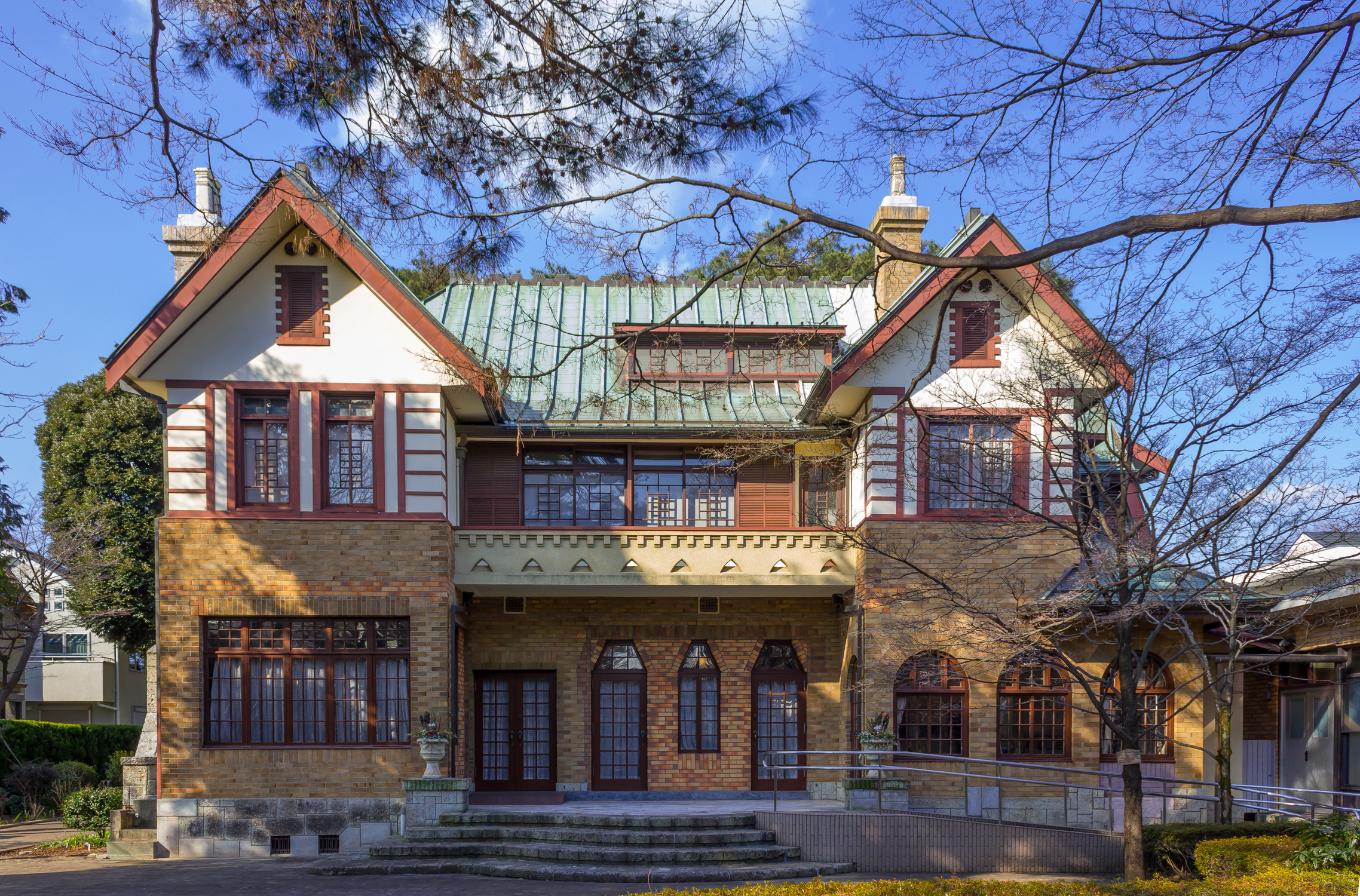
Budynek muzeum
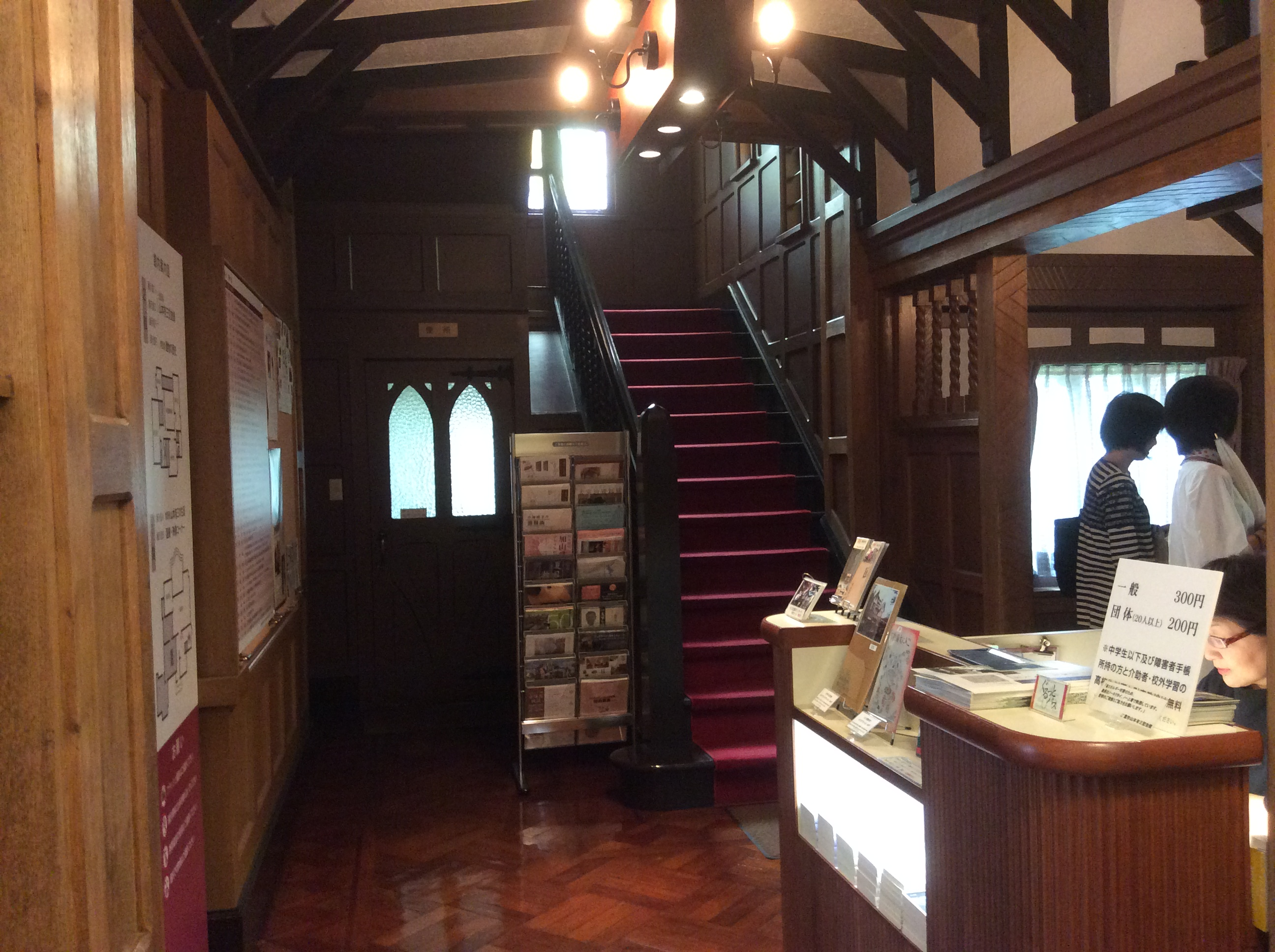
Wnętrze domu-muzeum pisarza